# 張養初
張養初（？—1629年），山西平阳府曲沃縣（张庄人）民籍陕西耀州人。

## 生平
万历三十七年（1609年）己酉科山西乡试举人，天啓五年（1625年）乙丑科進士，授卢龙县知县，崇祯二年（1629年），清军入关，克永平府，副将孟乔芳及知县张养初、家居兵备道白养粹、罢职副将杨文魁、游击杨声远等十五人出降，命以养粹为巡抚，养初为知府，乔芳、文魁仍为副将，率降兵从诸贝勒城守。五月，明兵取滦州，贝勒阿敏弃永平出塞。濒发，屠城民，诸降官养粹、养初等死者十一人。